# Mariko Kouda Concert Tour '95〜'96 "終わらないアンコール"
『Mariko Kouda Concert Tour '95〜'96 "終わらないアンコール"』（まりここうだコンサートツアー95〜96おわらないアンコール）は、國府田マリ子の1枚目のライブ・アルバム及びそれに収録されている楽曲。1997年3月5日、KONAMIより発売。

## 解説
- '95年と'96年に行われた２つのツアーおよびX'mas Specialコンサートの模様を収録。
- 初回限定盤には「Special CD Single」がついている。2曲目に収録されている「Twin memories」の冒頭で作曲メンバーである古川もとあきを紹介しているが"古川ともあき"と間違えて紹介している。なお、曲の最後では正しく"古川もとあき"と紹介している。

## 収録曲
- 収録日および収録会場
（★1995年11月5日 渋谷公会堂　☆1996年8月21日 　中野サンプラザ　◆1996年12月21日 川口リリアホール）[1]

[Disc1]
1. ~Prologue~
2. Opening~Pure ☆★
作詞：國府田マリ子、作曲：ながつきまろん、編曲：岩崎文紀
3. 元気だしてね ★
作詞：早川矢寿子、作曲：加藤ユカリ、編曲：岩崎文紀
4. 誰のせいでもない二人 ★
作詞：戸沢暢美、作曲：松原みき、編曲：岩本正樹
5. LOVE SONG ★
作詞：國府田マリ子、作曲：西沢明、編曲：岩崎文紀
6. いまある勇気 ★
作詞：戸沢暢美、作曲・編曲：西脇辰弥
7. どうしよう ☆
作詞：谷亜ヒロコ、作曲：中崎英也、編曲：水島康貴
8. my best friend ☆
作詞：國府田マリ子、作曲：TSUKASA・編曲：水島康貴
9. みみかきをしていると ☆
作詞：戸沢暢美、作曲：亀井登志夫、編曲：西脇辰弥
2ndシングル
10. 星降る涙の夜の彼方 ☆
作詞：國府田マリ子、作曲：広谷順子、編曲：西脇辰弥
11. びんづめのうちゅう ☆
作詞：國府田マリ子・TADASHI、作曲・編曲：西脇辰弥
12. そばにいてよ ☆
作詞：國府田マリ子、作曲・編曲：西脇辰弥
13. 〜メッセージ〜 ☆
作詞：國府田マリ子・谷亜ヒロコ、作曲・編曲：西脇辰弥

[Disc2]
1. 僕らのステキ ★
作詞：戸沢暢美、作曲：前田克樹、編曲：岩本正樹
1stシングル、『ツインビーPARADISE2』オープニングテーマ
2. 私が天使だったらいいのに ☆
作詞：三浦徳子・國府田マリ子、作曲：松原みき、編曲：十川知司
3rdシングル、ラジオ「ツインビーPARADISE3」エンディングテーマ
3. 彼女がいるのに ☆
作詞：谷亜ヒロコ、作曲・編曲：西脇辰弥
4. 愛のCrazyエプロン ☆
作詞：國府田マリ子・戸沢暢美、作曲・編曲：中崎英也
5. BANDでワケあり ◆
作詞：谷亜ヒロコ、作曲・編曲：西脇辰弥
6. Happy!Happy!Happy! ◆
作詞：國府田マリ子、作曲：ながつきまろん、編曲：水島康貴
7. My Love〜愛するというひそやかさ〜 ★
作詞：戸沢暢美、作曲：川上明彦、編曲：佐藤準
8. 終わらないアンコール ◆
作詞：國府田マリ子、作曲・編曲：南明男
9. Horizon ★
作詞：國府田マリ子、作曲：ながつきまろん・編曲：光田健一
10. 〜Epilogue〜

[Special CD Single] ※初回限定盤のみ
1. マリコBANDのテーマ
作詞・作曲・編曲：南明男
2. Twin memories〜Liveバージョン〜 ◆
作詞：WINBEE／作曲：コナミ矩形波倶楽部／補作曲・編曲：光田健一
3. マリコBANDのテーマ（カラオケ）